# Soosiulus solida
Soosiulus solida är en insektsart som först beskrevs av Melichar 1932.  Soosiulus solida ingår i släktet Soosiulus och familjen dvärgstritar. Inga underarter finns listade i Catalogue of Life.